# Aria (satrapia)
Aria (gr, Ἀρία; łac. Aria; staroperski Haraiva; awestyjski Haraeuua) – region i satrapia w państwach perskich Achemenidów i Sasanidów. W tekstach źródłowych często mylona z Arianą, większą krainą geograficzno-kulturową.

## Położenie

Położenie Arii w monarchii Achemenidów ok. 500 roku p.n.e.

W tekstach antycznych nie brak wzmianek o Arii, o której pisali m.in. Herodot, Flawiusz Arrian, Diodor Sycylijski czy Pomponiusz Mela (który dostrzega i zaznacza różnicę między Arią a Arianą). Dzięki dziełom Strabona i Klaudiusza Ptolemeusza nie ma problemów z lokalizacją Arii. Większość jej ziem leżała w dolinie rzeki Hari Rod (grecki: Ἄριος), czyli na terenach dzisiejszego Afganistanu (dokładniej prowincji Herat) i Iranu. Nazwa krainy wywodziła się właśnie od płynącej przez nią rzeki. Według źródeł z epoki były to wówczas bardzo żyzne ziemie, do tego znane z produkcji dużych ilości wina. Łańcuchy górskie oddzielały ją od Paropamisady na wschodzie, na zachodzie graniczyła z Partią, na północy z Margianą, zaś na południu, przez pustynie, graniczyła z Kermanią i Drangianą.
Według Klaudiusza Ptolemeusza tradycyjną stolicą regionu było miasto Artakoana/Artikaudna (Ἀρτακόανα/Ἀρτικαύδνα). Zmieniło się to wraz z podbojem Imperium Achemenidów przez Aleksandra Macedońskiego. On sam lub któryś z jego następców założył tu Aleksandrię Arianę, od której wywodzi się dzisiejszy Herat. Klaudiusz Ptolemeusz i Flawiusz Arrian wymieniają także szereg innych miast, dowodząc zamożności i wysokiego stopnia rozwoju regionu.

## W dziejach
Nie wiadomo dokładnie, kiedy cała Aria znalazła się pod panowaniem Achemenidów, ale możliwe, że już na początku istnienia ich państwa. Jej nazwa figuruje na wielu inskrypcjach królewskich, w tym na najbardziej znanej inskrypcji Dariusza z Behistun. Informacji o ludności Arii dostarczają także reliefy na grobach władców perskich, np. grobowce z Persepolis czy Naghsz-e Rostam. Według tych przedstawień ludność regionu nosiła się na modłę scytyjską, co wskazuje na ich prawdopodobne pochodzenie od Saków.
W trakcie podboju Persji przez Aleksandra Wielkiego, Aria również znalazła się pod jego panowaniem, dokładnie w 330 roku p.n.e., kiedy udało mu się zdobyć Artakoanę. Aria stała się jedną z dwóch satrapii wschodnich zarządzanych przez Azjatów po tym, gdy Satibarzanes rządzący tam za Dariusza poddał się Aleksandrowi, który w zamian pozwolił mu zachować urząd. Po śmierci Aleksandra Aria, podobnie jak inne satrapie wschodnie, przypadła Seleukosowi i aż do podboju przez Partów w 167 roku p.n.e. pozostawała pod rządami jego następców. Po upadku Arsacydów stała się częścią Persji Sasanidów.